# Saudi-Arabien
Saudi-Arabien (arabisk: السعودية as-Saʿūdīyah), officielt Kongeriget Saudi-Arabien (arabisk: المملكة العربية السعودية Al-Mamlakah al-Arabiyah as-Sa'ūdiyah), er et land i Mellemøsten og det største land på den Arabiske Halvø.
Landet grænser mod Jordan i nordvest, Irak i nord, Kuwait i nordøst, Qatar, Bahrain og De Forenede Arabiske Emirater i øst, Oman i sydøst og Yemen i syd. Landet ligger ud til den Persiske Bugt i nordøst og det Røde Hav mod vest og er det eneste land, der har kyster mod begge disse have. Saudi-Arabien har anslået 30,8 millioner indbyggere og et areal på cirka 2.150.000 km².
Kongeriget Saudi-Arabien bliver nogle gange kaldt "De to hellige moskeers land" med tanke på Mekka og Medina, som er muslimernes to helligste byer. Saudi-Arabien blev grundlagt af Abdul Aziz bin Saud, hvis offensiv i 1902 generobrede Al-Saud-familiens forfædres hjemby Riyadh og kulminerede i 1932 med udråbelsen og anerkendelsen af Kongeriget Saudi-Arabien.
Saudi-Arabien er det land i verden, som eksporterer mest olie, og denne eksport udgør basis i den saudiarabiske økonomi. Olie står for over 90 % af landets eksportindtægter og næsten 75 % af de statslige indtægter. Dette danner grundlaget for den markante stigning i levestandarden, som er indtruffet i løbet af det seneste halve århundrede.
Landet er både juridisk, politisk og kulturelt præget af islam i den strenge sunnimuslimske udgave, der går under betegnelsen wahhabisme. Menneskerettighedsorganisationer som Amnesty International og Human Rights Watch har gentagne gange udtrykt bekymringer angående menneskerettigheder i Saudi-Arabien herunder kvinders rettigheder; bekymringer som er afvist af den saudiarabiske regering.

## Etymologi
Efter sammenlægningen af kongerigerne Hijaz og Najd fik den nye stat navnet al-Mamlakah al-ʻArabīyah as-Suʻūdīyah (translittereret fra المملكة العربية السعودية) efter kongeligt dekret ved statens oprettelse 23. september 1932 af dens grundlægger, Abdul Aziz. Dette oversættes normalt til Kongedømmet Saudi-Arabien, men teknisk set burde det være Det saudiarabiske Kongedømme.
Ordet "Saudi" er afledt af elementet as-Suʻūdīyah i landets navn og er et adjektiv kaldet en nisba, skabt ud fra navnet på kongefamiliens slægt, Al Saud. Ved at inddrage det i landets navn markerede landets herskere, at de opfattede det som en personlig ejendom for kongehuset. Al Saud er et arabisk navn, der er dannet ved at tilføje "Al", der betyder "Huset" eller "Slægten", til personnavnet på en betydelig forfader. I dette tilfælde henviser Saud til slægtens grundlægger fra det 18. århundrede, Muhammed ibn Saud.
De, der ikke anerkender det saudiske overherredømme, kalder landet for "Haramayn-landet".

## Historie

### Tidlig historie
I tiden før islams fremkomst var området, der nu er Saudi-Arabien, bortset fra enkelte bymæssige handelsbosættelser (som Mekka og Medina) beboet nomadestammer i den ugæstfri ørken. Den islamiske profet Muhammed blev født i Mekka omkring år 571. I begyndelsen af det 7. århundrede samlede Muhammed de forskellige stammer på den Arabiske Halvø og dannede en samlet islamisk stat på religiøs baggrund. Efter hans død i 632 udvidede hans efterfølgere inden for få årtier territoriet under islamisk overherredømme ud over Arabien i en islamisk ekspansion, der på sit højdepunkt under Umayyade-kalifatet dækkede området fra en del af den Iberiske Halvø i vest til Pakistan i øst. Arabien blev inden ret længe en politisk set perifer region i den islamiske verden, idet fokus skiftede til de mere udviklede områder længere mod nord. Fra det 10. til begyndelsen af det 20. århundrede stod Mekka og Medina under herredømme af den lokale arabiske hersker, kaldet shariffen af Mekka, men for det meste svor denne troskab til et af de store islamiske riger med basis i enten Bagdad, Cairo eller Istanbul. Størstedelen af resten af det, der skulle blive til Saudi-Arabien, vendte tilbage til traditionel stammeliv med lokal ledelse.
I det 16. århundrede tilføjede det Osmanniske Rige kysterne ved det Røde Hav og den Persiske Golf (Hejaz, Asir og Al-Hasa) til sit område og erklærede suzerænitet over de indre områder. En af årsagerne hertil var at forhindre portugisiske forsøg på at angribe det Røde Hav (ved Hejaz) og det Indiske Ocean. Osmannernes kontrol over området varierede i løbet af de følgende fire århundreder i forhold til den skiftende styrke i rigets centralmagt. Fremkomsten af det, der skulle blive den saudiarabiske kongeslægt, kendt som Al Saud, tog sit udgangspunkt i Najd i det centrale Arabien i 1744, da Muhammed ibn Saud, slægtens grundlægger, forenede sine kræfter med den religiøse leder Muhammad ibn Abd al-Wahhab, grundlægger af Wahhabi-bevægelsen, en strengt puritansk form for sunni-islam. Den alliance, der således blev indgået i det 18. århundrede, gav den ideologiske impuls til den saudiske ekspansion og er den dag i dag basis for den saudiarabiske kongeslægts magt. Den første "saudiske stat" etableret i 1744 i omegnen af Riyadh blev hastigt udvidet og havde kortvarigt herredømmet over det meste af nutidens Saudi-Arabien, men blev ødelagt i 1818 af den osmanniske vicekonge i Egypten, Muhammad Ali Pasha. En betydeligt mindre "saudisk stat", primært centreret i og omkring Najd, blev etableret i 1824. I store dele af resten af det 19. århundrede kæmpede Al Saud om magten over det indre af det, der skulle blive Saudi-Arabien, med en anden arabisk herskerslægt, Al Rashid. I 1891 løb Al Rashid af med sejren, hvilket tvang Al Saud til eksil i Kuwait, hvor den yngre søn af Faisal bin Turki bin Abdullah Al Saud, prins Abdul Rahman bin Faisal blev hyldet af Kuwaits konge, Abdullah Al-Sabah 2.
I begyndelsen af det 20. århundrede var det igen osmannerne, der kontrollerede eller udøvede suverænitet over det meste af den Arabiske Halvø. Som følge af denne suverænitet lå den egentlige magt i området hos en broget skare af stammehøvdinge, hvor dog shariffen af Mekka havde forrang og regerede over Hejaz. I 1902 generobrede Abdul Rahmans søn, Abdul Aziz (senere kendt som Ibn Saud), kontrollen over Riyadh i Najd under Mubarak Al-Sabah, hvilket bragte Al Saud tilbage til tronen i Najd. Aziz fik støtte af Ikhwan, en stammemilits inspireret af Wahhabi-bevægelsen anført af Faisal Al-Dawish, som var vokset hastigt siden sin grundlæggelse i 1912. Med Ikhwans hjælp erobrede Aziz Hofuf fra osmannerne i 1913.
Opmuntret og støttet af Storbritannien, som kæmpede mod osmannerne under første verdenskrig, anførte shariffen af Mekka, Hussein bin Ali, starten på den arabiske revolte mod osmannerne i 1916 med henblik på at skabe en samlet arabisk stat. Skønt revolten, der fortsatte til 1918, ikke nåede sit mål, medførte ententemagternes sejr i verdenskrigen, at osmannernes suverænitet og kontrol over Arabien ophørte.
Abdul Aziz undgik at blive indblandet i den arabiske revolte og fortsatte i stedet sin kamp med Al Rashid, og efter Al Rashids endegyldige nederlag tog han titlen sultan af Najd i 1921. Med hjælp fra Ikhwan blev Hijaz erobret i 1924-25, og 10. januar 1926 erklærede Aziz sig for konge af Hijaz. Året efter tiltog han sig også titlen konge af Najd. De følgende fem år styrede han de to dele af sit rige som separate enheder.
Efter erobringen af Hijaz ændredes målene for ledelsen af Ikhwan til udbredelse af det wahhabistiske rige til også at omfatte det britiske protektorat Transjordan, Kuwait og Irak, og bevægelsen begyndte at gøre udfald mod dette område. Dette stred mod Aziz' udenrigspolitik, idet var bekymret for en direkte konfrontation med briterne. Samtidig blev Ikhwan utilfreds med Aziz' indenrigspolitik, som arbejdede for en modernisering af samfundet samt flere ikke-muslimske udenlandske tilflyttere til landet. Derfor vendte bevægelsen sig mod Aziz, og efter to års kampe løb Aziz af med sejren efter blandt andet slaget ved Sabilla i 1929, og Ikhwans ledelse blev tilintetgjort. I 1932 blev de to kongeriger, Hijaz og Najd, samlet i Kongeriget Saudi-Arabien.

### Efter Saudi-Arabiens samling
Det nye kongerige var et af de fattigste lande i verden og var afhængigt af en beskeden landbrugsproduktion samt indtægter fra tilrejsende pilgrimme. Dette ændredes imidlertid, da der i 1938 blev fundet enorme mængder af olie i Al-Hasa-regionen ved den Persiske Golf. Den egentlige udvinding begyndte i 1941 under det amerikansk kontrollerede Aramco (Arabian American Oil Company). Olien gav Saudi-Arabien et kraftigt økonomisk løft samt markant større politisk indflydelse på internationalt plan. Det kulturelle liv udviklede sig hastigt, først og fremmest i Hijaz, som var centrum for aviser og radio. Imidlertid betød den store tilstrømning af udlændinge, der kom for at arbejde i olieindustrien, en øget tilbøjelighed til xenofobi. I samme periode udviklede regeringen en stigende ekstravagance, så der i 1950'erne opstod et stort underskud på statsfinanserne, som blev dækket af enorme udenlandske lån.
Saud overtog tronen efter sin far, Ibn Sauds, død i 1953. Han sad imidlertid ikke så sikkert på tronen, da han blev kraftigt udfordret af sin halvbroder prins Faisal som følge af omfattende utilfredshed i den kongelige familie med Sauds evner som konge. Dette førte til, at Saud i 1964 blev afsat, hvorpå Faisal blev ny konge. Faisal var noget mere moderne indstillet end sin forgænger og satte sig for at modernisere det saudiarabiske samfund på en række punkter. Således afskaffede han slaveriet og gennemførte en række reformer inden for undervisning og sundhedspleje. Han forbedrede også landets forhold til stormagter som USA, Frankrig og Storbritannien ved at indfri store gældsposter i disse lande, hvilket blandt andet skete ved i 1972 at nationalisere 20 % af Aramco. Saudi-Arabiens position blandt de muslimske lande i Mellemøsten blev også øget under Faisals styre, idet han var kendt som en rettroende muslim og desuden var rundhåndet med økonomisk støtte til andre lande i området, blandt andet Jordan, der efter seksdageskrigen i 1967 følte sig truet af Israels aggressioner.
Efter Yom Kippur-krigen i 1973 reducerede Saudi-Arabien i protest mod USA's støtte til Israel sin olieproduktion med 5 % om måneden, hvilket USA besvarede ved kraftigt at øge støtten til Israel. Som modsvar på dette iværksatte Saudi-Arabien en olieembargo mod USA. Embargoen blev snart støttet af flere andre mellemøstlige stater og blev udvidet til at omfatte en række andre vestlige lande, heriblandt Danmark, hvilket førte til oliekrisen samme år. Faisal blev i 1975 myrdet af sin nevø, Faisal bin Musaid, og efterfulgt på tronen af sin halvbror Khalid.
I 1976 var Saudi-Arabien blevet verdens største olieproducent. Dette betød voldsom økonomisk og social vækst under Khalids styre. Infrastrukturen og uddannelsessystemet blev meget forbedret i disse år, lige som han prioriterede at forbedre landbrugssektoren, og på den udenrigspolitiske front forbedrede Khalid igen forholdet til USA, så de to lande blev nære allierede. I 1979 indtraf der to hændelser, der truede landets sikkerhed og satte sig dybe spor både inden- og udenrigspolitisk. Den første var den iranske islamiske revolution. Som følge af denne frygtede man for, at det shiitiske mindretal i den østlige Ash-Sharqiyah-provins, hvor de store oliefelter ligger, skulle gøre oprør under inspiration af deres iranske trosfæller, og der fandt da også flere opstande sted i landet i 1979 og 1980. Den anden hændelse var besættelsen af Al-Haram-moskeen i Mekka, gennemført af ekstremistiske islamister. Disse ekstremister var til dels vrede over, hvad de anså som den saudiarabiske regerings korruption og uislamiske opførsel. Det tog regeringen ti dage at genindtage moskeen, og de tilfangetagne blev henrettet. En af reaktionerne fra kongehuset var at påtvinge en meget strammere overholdelse af traditionelle religiøse og sociale normer i landet (fx at lukke alle biografer) samt at give ulemaen en større rolle i regeringen. Ingen af tiltagene lykkedes for alvor, idet islamismen fortsatte med øge sin indflydelse.
Kong Khalid døde i 1982 og blev efterfulgt af sin bror, Fahd, som tilføjede titlen "Vogter af de To Hellige Moskeer" til sit navn i 1986 som følge af betydeligt pres fra fundamentalister om at undgå brugen af titlen "majestæt" om andet end Gud. Fahd fortsatte bestræbelserne på at få og vedligeholde et godt forhold til USA og øgede sine indkøb af militært materiel fra USA og Storbritannien. Skønt olieindtægterne i 1980'erne faldt noget, var landet fortsat præget af en enorm rigdom, der blandt andet førte til øget modernisering, urbanisering, uddannelsesniveau og oprettelsen af nye medier. Kongefamilien sad stadig tungt på magten i landet, hvilket efterhånden førte til bredere utilfredshed i befolkningen, der ønskede mere indflydelse på landets ledelse.
I 1980'erne havde Saudi-Arabien støttet Saddam Hussein og Irak i Iran-Irak-krigen, men da et på grund af krigen forarmet Irak nægtede at betale enorme lån tilbage til Kuwait og Saudi-Arabien og Hussein vendte sig mod disse lande i voldsomme retoriske vendinger, kunne saudiaraberne ikke sidde dette overhørigt. Da Irak i 1990 invaderede Kuwait, protesterede det saudiarabiske styre derfor og frygtede samtidig for, at Irak skulle udvide angrebet til også at omfatte Saudi-Arabien, var landet parat til at deltage på allieret side i Golfkrigen mod Irak i 1991 både økonomisk og med blandt andet allierede baser på sit territorium. Irak angreb hovedstaden Riyadh med Scud-raketter under krigen, og saudiaraberne deltog aktivt i de allierede angreb på Irak, både fra luften og på landjorden. Saudi-Arabien tog imod en stribe flygtninge fra Kuwait, men udviste samtidig jordanere og yemenitter fra landet, idet disse to nationer støttede Irak.
Efterhånden skabte Saudi-Arabiens tætte bånd til Vesten bekymringer hos ulemaen og andre, der studerede sharia-loven, og det var med til fra 1990'erne og frem at skabe grobund en række terroraktioner begået af saudiarabere i landet selv samt i Vesten. Osama bin Laden var af saudiarabisk oprindelse (hans saudiarabiske nationalitet blev dog frataget ham i 1994), og 15 af de 19 deltagere i terrorangrebet den 11. september 2001 var af saudiarabisk nationalitet.
Også en række saudiarabere, der ikke støttede den islamitiske terrorisme, var meget utilfredse med regeringens politik. Skønt landet fortsat var hovedrigt, var økonomien stagnerende, og øgede skatter og arbejdsløshed bidrog til utilfredsheden, hvilket førte til social uro i landet. Kong Fahd svar herpå var et antal mindre reforminitiativer, men gjorde det samtidig klart, at han ikke havde planer om at indføre demokratiske valg i landet: "Et valgsystem har ingen plads inden for den islamiske religion, der i stedet har brug for rådgivning og konsultation, en hyrdes åbenhed over for sin flok og holder en regent fuldt ansvarlig for sit folk."
I 1995 blev kong Fahd ramt af et slagtilfælde, og hans halvbror, kronprins Abdullah, overtog de facto magten i landet. Hans autoritet blev dog svækket af konflikter med kongens helbrødre. Utilfredsheden bredte sig fortsat og førte blandt andet til en række bombeattentater i Riyadh, Jeddah, Yanbu og Khobar i 2003-04. I foråret 2005 blev de første lokalvalg afholdt, hvor dog kun mænd havde stemme- og valgret.
Kong Fahd døde i 2005 og Abdullah efterfulgte ham på tronen. Han fortsatte linjen med forsigtige og begrænsede reformer og slog hårdt ned på protester. På den økonomiske side introducerede han reformer, der skulle mindske landets afhængighed af olieindtægter i form af blandt andet opmuntring af udenlandske investeringer. Abdullah døde i 2015 og blev efterfulgt af sin halvbror, Salman. På grund af Salmans alder og dårlige helbred samt sine egne politiske manøvrer anses kronprins Mohammed bin Salman for at være Saudi-Arabiens de facto leder.

## Politik
Saudi-Arabien er et enevældigt monarki. Imidlertid skal kongen ifølge Saudi-Arabiens forvaltningslov, vedtaget ved et kongeligt dekret i 1992, overholde sharia (islamisk lov) og Koranen, idet Koranen og Sunnaen (Muhammeds traditioner) er erklæret som værende Saudi-Arabiens grundlov. Politiske partier er ikke tilladt, og der afholdes ikke nationale valg. The Economist placerede det saudiarabiske styre som det femtemest autoritære blandt 167 landes styrer på sit demokrati-indeks i 2012, og Freedom House giver styret sin laveste vurdering, 7,0 (på en skala fra 1 til 7), med betydningen "ikke frit" i 2014.
Kongen fungerer også som premierminister i regeringen, der derudover består af to vicepremierministre (normalt de to første i tronfølgen), 23 ressortministre samt 5 ministre uden portefølje. Regeringens medlemmer udpeges af kongen, der også udpeger medlemmer af en rådgivende forsamling på 150 mand, Majlis al-Shura, som kan foreslå love for kongen, men ikke har nogen selvstændig beslutningskraft. Medlemmerne af denne forsamling udpeges for fire år ad gangen. Desuden er der tradition i landet for, at kongen modtager råd fra en begrænset skare af religiøse, civile og forretningsmæssige ledere i form af ulemaen, stammehøvdinge og medlemmer af vigtige familier inden for forretningslivet.
I 2005 blev der indført lokalvalg, hvor der blev valgt lokalråd i 178 kommuner i landet. Ved disse valg blev halvdelen af lokalrådenes medlemmer fundet, mens den anden halvdel blev udpeget fra centralt hold. Kvinder havde ikke stemmeret. I 2007 påpegede en saudiarabisk kommentator, at lokalrådene reelt ingen magt havde, men generelt blev blot afholdelsen af valgene set som et vigtigt skridt i en modernisering af regimet. Nyvalg var planlagt til afholdelse i 2009, men blev udsat til 2011. Der er planlagt valg igen til afholdelse i 2015, hvortil afdøde kong Abdullah havde stillet i udsigt, at kvinder kunne få både valg- og stemmeret.
Det enevældige styre i Saudi-Arabien møder modstand fra fire fronter: Sunnimuslimsk islamitisk aktivisme, liberale kritikere, det shiitiske mindretal – især i den østlige provins – samt fra langvarige særinteresser hos forskellige stammer og regioner, fx i Hijaz. Af disse har de islamitiske aktivister vist sig at udgøre den største trussel mod styret og har i de senere år gennemført en række terroraktioner og andre voldelige handlinger i landet.

### Monarkiet og den kongelige familie
Kongen kombinerer både den lovgivende, udøvende og dømmende magt i landet, idet han har kontrol over alle tre instanser ved at udpege ledelsen af disse. Lovene gives i form af kongelige dekreter, der som nævnt ovenfor udstedes efter rådgivning fra henholdsvis regeringen, den rådgivende forsamling samt mere uformelle kontakter.
Kongefamilien er meget omfattende, idet flerkoneri er udbredt, og efterkommere i bred forstand af kong Ibn Said regnes for at høre til familien. Det præcise antal af prinser er ukendt, men estimeres til at være på mindst 7000. De vigtigste ministerier besættes i reglen af medlemmer af kongefamilien, lige som posterne som guvernører i de tretten provinser. Også andre vigtige poster er besat af medlemmer af den kongelige familie, blandt andet posten som chef for Nationalgarden.
En så stor familie kan naturligvis ikke være enige om alt, og politisk set er den opdelt i grupperinger ud fra klantilhørsforhold, personlige ambitioner og ideologiske forskelle. Den mest magtfulde af disse klangrupperinger betegnes som de "syv Sudairier", som består af den afdøde kong Fahd, hans helbrødre samt deres direkte efterkommere. Ideologiske forskelle handler først og fremmest om hastigheden og retningen af reformer, samt om ulemaens indflydelse skal forøges eller reduceres. Der har ofte været stridigheder om, hvem der har skullet være kronprins; denne udpeges i reglen af den siddende konge.
Den saudiarabiske regering og kongefamilien har gennem årene ofte været beskyldt for korruption. I et land, der siges at "tilhøre" den kongelige familie og er opkaldt efter den, kan man sige, at forskellen mellem statens formue og de mest betydende prinsers private formuer er uklar. Korruptionen er åbenlys og fx prins Bandar bin Sultan har ikke lagt skjul på det. Ofte er beskyldningerne herom ret vage og generelle, men i 2007 blev det britiske firma BAE Systems anklaget for at have prins Bandar $2 milliarder i bestikkelse i forbindelse med El-Yamamah våbenhandlen. Prins Bandar benægtede dog disse beskyldninger. Undersøgelser af både myndigheder fra Storbritannien og USA resulterede i 2010 i et forlig med BAE Systems, der måtte betale $447 millioner i bøde, men afviste at have betalt bestikkelse. Transparency International tildelte i 2014 Saudi-Arabien karakteren 49 (på en skala fra 0 til 100, hvor 0 svarer til "totalt korrupt" og 100 svarer til "helt fri for korruption"), en karakter der har været stigende de seneste år (44 i 2012, 46 i 2013). Landet er undergået en proces med politiske og sociale reformer, der blandt andet har forbedret den gennemskueligheden i de politiske processer samt forbedret ledelsen i det hele taget. Der er dog stadig områder, der har en tendens til korruption, fx offentlige indkøb. Dette er med til at gøre handel med landet til en risikabel affære for udenlandske virksomheder.

### Al ash-Sheikh og ulemaens rolle
Saudi-Arabien er næsten ene om at give ulemaen (organet bestående af islamiske religiøse ledere og jurister) en direkte rolle i landets ledelse; det eneste andet eksempel er Iran. Ulemaen har haft en afgørende indflydelse på centrale regeringsbeslutninger, som for eksempel olieembargoen i 1973 og invitationen af udenlandske tropper i forbindelse med Golfkrigen i 1990. Endvidere har den spillet en vigtig rolle i udformningen af de retssystemet og uddannelsessystemet samt haft autoritetsmonopol inden for områderne med religion og offentlig adfærd.
Da landet i 1970'erne som følge af olien opnåede voldsom velstand og for alvor indledte en moderniseringsproces under kong Faisal, førte det til en faldende indflydelse for ulemaen. Dette ændrede sig imidlertid med besættelsen af stormoskeen i Mekka i 1979, iværksat af radikale islamister. Regeringen reagerede på denne krise ved blandt andet at styrke ulemaens magt og øge tilskuddet til denne; specielt opnåede den her større kontrol over uddannelsessystemet og fik indført strengere overholdelse af Wahhabi-lovene om moral og offentlig adfærd. I sin regeringstid (2005-2015) søgte kong Abdullah igen at begrænse ulemaens magt, for eksempel ved at overføre kontrollen over pigers undervisning til undervisningsministeriet.
Ulemaen er historisk set ledet af Al ash-Sheikh, landets førende religiøse familie. Al ash-Sheikh er efterkommere af Muhammad ibn Abd al-Wahhab, der i det 18. århundrede grundlagde wahhabi-formen for sunnisme, som i nutiden er den dominerende gren af islam i Saudi-Arabien. Familien er den næsthøjest rangerende i landet, kun overgået af kongefamilien, Al Saud, med hvilken den udformede en "gensidig støttepagt" og fordeling af magten med for næsten 300 år siden. Pagten, der fortsat gælder, er baseret på, at Al Saud sikrer Al ash-Sheikhs autoritet i religiøse spørgsmål samt opretholder og udbreder Wahhabi-doktrinen. Til gengæld støtter Al ash-Sheikh Al Sauds politiske autoritet ved at bruge sin religiøs-moralske autoritet til at legitimere den kongelige families styre. Skønt Al ash-Sheikhs dominans i ulemaen er blevet reduceret i de senere årtier, sidder familien fortsat på de vigtigste religiøse poster og er stærkt knyttet til Al Saud gennem talrige giftermål familierne imellem.

### Retsvæsenet
Basis for det saudiarabiske retssystem er den islamiske sharia, der er udledt af Koranens og Sunnas lære. Saudi-Arabien står alene blandt moderne muslimske stater ved, at sharia ikke er kodificeret, og der ikke findes nogen juridisk præcedens til at give dommerne magt til at bruge uafhængig retslig ræsonnement til at afgøre sager. Saudiarabiske dommere synes at følge principperne fra den ældgamle hanbali-skole for retspraksis (kaldet fiqh), der er kendetegnet ved sin meget bogstavelige fortolkning af Koranen og Hadith. Fordi dommeren har magt til at se bort fra tidligere domme (egne eller andres) og kan lægge sin personlige fortolkning af sharia til enhver sag, forekommer forskellige domme i tilsyneladende meget ensartede sager, hvilket gør retssystemet uforudsigeligt. Dommerne (qadi) og advokaterne hører til ulemaen, landets islamiske lærde.
Kongelige dekreter udgør en anden basis for retsvæsenet, men kaldes ofte regulativer i stedet for love, fordi de er underlag sharia. De kongelige dekreter supplerer sharia på områder som arbejds-, forretnings- og virksomhedslov. Endelig har stammelove og sædvane en vis betydning på retsafgørelser. Regeringstribunaler uden om sharia forekommer, som regel for at afgøre tvister vedrørende kongelige dekreter. Appel af domme sker i sidste instans til kongen, og alle retsinstanser og tribunaler følger sharias regler for bevisførelse og procedure.
Det saudiarabiske retssystem er blevet kritiseret for at være langsommeligt, uforståeligt, for at mangle retsbeskyttelse samt at være ude af trit med en moderne verden. Retssystem er også blevet beskrevet ved at udstikke "ultra-puritanske domme", der til tider er særdeles strenge (fx med halshugning for hekseri), men i andre tilfælde er meget lempelige (fx ved voldtægt eller hustrumishandling), mens langsommeligheden ses for eksempel ved, at en lang række kvinder, der er blevet forladt af deres ægtemænd, ikke får bevilget skilsmisse. I 2007 udstedte kong Abdullah dekreter, der skulle reformere retssystemet, og i 2009 foretog kongen en række betydningsfulde udskiftninger inden for retssystemet på de øverste niveauer og bragte derved en yngre generation ind i systemet.
Dødsstraf og fysiske afstrafninger udstedt af det saudiarabiske retssystem, såsom halshugning, stening (til døden), afhugning af lemmer, korsfæstelse og piskestraf, såvel som selve omfanget af dødsstraffe er blevet stærkt kritiseret. Dødsstraf kan gives i for en lang række forbrydelser som mord, voldtægt, væbnet røveri, gentagen brug af narkotika, apostasi (frasigelse af den islamiske tro), utroskab, hekseri og magi; straffen kan eksekveres som halshugning med sværd, stening eller skydning, efterfulgt af korsfæstelse. I perioden 2007-2010 er der meldt om 345 henrettelser gennemført ved offentlige halshugninger. Der er meldt om henrettelse for magi så sent som i september 2014.
Selvom gentagne tilfælde af tyveri kan straffes med afhugning af højre hånd, er der kun rapporteret om ét tilfælde heraf i perioden 2007-2010. Homoseksualitet kan straffes med pisk eller døden. Ateisme eller "at betvivle det fundamentale i den islamiske tro på hvilken, denne stat er baseret" anses for at være en terroristisk handling. Pisk er en almindeligt forekommende straf og gives ofte for forbrydelser mod religionen eller offentlig adfærd, såsom at drikke alkohol eller manglende overholdelse af krav om bøn eller faste.
Hævnaktioner, kaldet qisas, praktiseres i landet. For eksempel kan et øje blive fjernet kirurgisk, hvis et offer for en forbrydelse har mistet sit øje og insisterer på denne hævn. Familierne til personer, der er blevet dræbt uden retslig baggrund, kan vælge mellem at kræve dødsstraf eller at vise mildhed og i stedet få betaling i form af såkaldt diyya (blodpenge) af gerningsmanden.

### Menneskerettigheder
Vestligt baserede organisationer som Amnesty International og Human Rights Watch fordømmer Saudi-Arabiens strafferetssystem og de hårde straffe. Jury-begrebet kendes ikke i landet, og retsinstanserne overholder kun få formaliteter. Human Rights Watch anførte i en rapport fra 2008, at der i 2002 for første gang var blevet indført en lovbog for strafferet, men at denne manglede basale beskrivelser af beskyttelsesforhold samt under alle omstændigheder i vidt omfang var blevet ignoreret af domstolene. De anklagede får ofte ikke at vide, hvilken forbrydelse de er anklaget for, og de får ofte ikke tilladelse til en forsvarer, lige som de kan blive udsat for krænkende behandling og tortur, hvis ikke de tilstår forbrydelsen. Under retssagen går retten ud fra en formodning om skyld, og den anklagede har ofte ikke mulighed for at udspørge vidner eller at fremlægge bevismateriale. Det fleste retssager afholdes i hemmelighed. Imidlertid støtter den "almindelige befolkning" ifølge en BBC-rapport systemet og hævder, at det sikrer en lav kriminalitet.
Saudi-Arabien har gennem en lang periode været kritiseret for sine menneskerettighedsforhold. Blandt de områder, der har givet størst kritik, er de ekstremt uværdige forhold for kvinder, dødsstraf for homoseksualitet, mangel på religiøs frihed samt det religiøse politis aktiviteter. I perioden 1996-2000 tiltrådte landet fire FN-konventioner om menneskerettigheder, og i 2004 godkendte regeringen etableringen af et nationalt råd for menneskerettigheder, med regeringsudpeget personale, for at sikre implementeringen af konventionerne. Indtil nu har rådets aktiviteter været begrænset, og der er usikkerhed om dets neutralitet og uafhængighed. Saudi-Arabien er et af de ganske få lande i verden, der ikke har anerkendt FN's Verdenserklæring om Menneskerettighederne. Som svar på den gentagne kritik af menneskerettighederne i landet har den saudiarabiske regering peget på landets særlige islamiske karakter og vurderer, at denne retfærdiggør en anderledes social og politisk orden. USA's kommission for International Religiøs Frihed forsøgte uden held at få præsiden Barack Obama til at vise sin bekymring for menneskerettighederne over for kong Abdullah på sit statsmandsbesøg i landet i april 2014, mere specifikt fængslingerne af sultan Hamid Marzooq al-Enezi, Saud Falih Awad al-Enezi samt Raif Badawi.
I 2013 deporterede den saudiarabiske regering tusinder af ikke-saudiarabere, af hvilke mange arbejdede illegalt i landet eller hvis visa var udløbet. Det vrimler med rapporter om udenlandske arbejdere, der er blevet tortureret af arbejdsgivere eller andre. Dette har resulteret i, at en række basale services ikke har kunnet få tilstrækkeligt med ansatte, da de fleste saudiarabiske indbyggere ikke er interesseret i at udføre manuelt arbejde. Saudi-Arabien har et "antiradikaliseringsprogram", der har til hensigt at "bekæmpe udbredelsen og tiltrækningen af ekstremistiske ideologier i den brede befolkning" og at "indgyde de ægte værdier fra den islamiske tro, såsom tolerance og mådehold." Der er blevet stillet spørgsmålstegn ved den anførte "tolerance" og "mådehold" af Baltimore Sun på baggrund af rapporter fra Amnesty International om behandlingen af systemkritikeren Raif Badawi.

### Udenrigsrelationer
Saudi-Arabien var et af de grundlæggende medlemmer af FN i 1945, den Arabiske Liga, Golfstaternes samarbejdsråd og Organization of the Islamic Conference (nu Organisation of Islamic Cooperation). Landet har en fremtrædende rolle i den Internationale Valutafond og Verdensbankgruppen og blev i 2005 medlem af WTO. Saudi-Arabien bakker op om dannelsen af en arabisk toldunion i 2015 og et arabisk fællesmarked i 2020, som bebudet på den Arabiske Ligas møde i 2009. Landet er endvidere en af grundlæggerne af OPEC og i denne organisation er dets politik angående oliepriserne overordnet set at stabilisere verdensmarkedet for råolie og forsøge at dæmpe voldsomme udsving i priserne, så den vestlige økonomi ikke kommer i vanskeligheder.
Fra midten af 1970'erne op til 2002 brugte Saudi-Arabien over $70 milliarder "oversøisk udviklingsbistand." Imidlertid er der beviser for, at størstedelen af dette beløb gik til at fremme og udvide Wahhabi-læren på bekostning af andre former for islam. Det har været intenst diskuteret, hvorvidt den saudiarabiske bistandshjælp og wahhabismen har ansporet til ekstremisme i modtagerlandene. Forbindelsen mellem Saudi-Arabien og USA blev anstrengt efter terrorangrebet den 11. september 2001. Amerikanske politikere og medier beskyldte Saudi-Arabiens regering for at støtte terrorisme og tolerere en jihadisk kultur. Det er et faktum, at Osama bin Laden samt femten ud af de nitten flykaprere fra 11. september stammede fra Saudi-Arabien. Ifølge USA's tidligere udenrigsminister Hillary Clinton "[er] Saudi-Arabien (..) fortsat en kritisk finansiel støttebase for al-Qaeda, Taliban, LeT og andre terrorgrupper (..) Donorer i Saudi-Arabien udgør den vigtigste økonomiske kilde til sunni-terrorgrupper på verdensplan." Tidligere CIA-direktør James Woolsey beskriver landet som "grobunden, hvori al-Qaeda og dens søsterterroristorganisationer blomstrer." Den saudiarabiske regering nægter pure disse påstande, heriblandt at landet skulle eksportere religiøs eller kulturel ekstremisme.
I den arabiske og den muslimske verden opfattes Saudi-Arabien som pro-vestlig og pro-amerikansk, og det er da også korrekt, at landet igennem en årrække har været allieret med USA. Imidlertid har dette og Saudi-Arabiens rolle i Golfkrigen i 1991, specielt udstationeringen af amerikanske tropper på saudiarabisk jord siden 1991, ført til udviklingen af en fjendtlig islamistisk stemning internt i landet. Som et resultat af dette har Saudi-Arabien til en vis grad distanceret sig fra USA og for eksempel nægtet at støtte eller deltage i den amerikansk-ledede invasion i Irak i 2003.
I de seneste år har der i det saudiarabiske monarki været en stigende bekymring for Irans stadig voksende indflydelse i regionen, som det fx kom til udtryk i private kommentarer fra kong Abdullah, hvor han opfordrer USA til at angribe Iran og "hugge slangens hoved af." De forsøgsvise tilnærmelser mellem USA og Iran, der begyndte i hemmelighed i 2011, hævdedes at bekymre saudiaraberne, og undervejs mod den ellers vel modtagne aftale om Irans atomprogram, som markerede første skridt i en afspænding mellem USA og Iran, udtalte Robert Jordan, USA's ambassadør i Saudi-Arabien (2001-2003), at "saudiarabernes værste mareridt ville være, hvis [Obama-]regeringen indgik en væsentlig aftale med Iran." Under et besøg fra præsident Obama i Saudi-Arabien i 2014 blev de amerikansk-iranske relationer diskuteret, men det gav ikke anledning til for alvor at dæmpe saudiarabernes bekymringer.
Saudi-Arabien står generelt for en moderat linje i den israelsk-arabiske konflikt ved med mellemrum at fremkomme med tidsplaner for fredsforhandlinger mellem Israel og palæstinenserne samt klart tage afstand fra Hizbollah-bevægelsen. I kølvandet på det arabiske forår tilbød Saudi-Arabien asyl til Tunesiens afsatte præsident Zine El Abidine Ben Ali, lige som kong Abdullah var i telefonisk kontakt med Egyptens præsident Hosni Mubarak (inden dennes afsættelse) for at tilbyde ham sin støtte. I begyndelsen af 2014 blev landets relation med Qatar dårligere på grund af qatarernes støtte til Det muslimske broderskab og den saudiarabiske opfattelse af, at Qatar blandede sig i de saudiarabiske indenrigsforhold. I august samme år så det ud til, at de to lande søgte at afslutte tvisten.

### Militær
Saudi-Arabien har den procentvis næsthøjeste udgift til militæret i verden på 9 % af BNP, kun overgået af Oman (tal fra 2013). Det saudiarabiske militær består af de Kongelige Saudiske Landstyrker, de Kongelige Saudiske Luftstyrker, den Kongelige Saudiske Flåde, det Kongelige Saudiske Luftforsvar og Saudi-Arabiens Nationalgarde (SANG, en uafhængig militærstyrke) samt paramilitære styrker; i alt har militæret samlet et personel på 216.000 i aktiv tjeneste (2005), der var fordelt med 75.000 til landstyrkerne, 18.000 til luftstyrkerne, 15.500 til flåden, 16.000 til luftforsvaret, 75.000 til nationalgarden. Dertil kommer de paramilitære styreker, der i 2014 udgjorde 15.500. Endelig findes Al Mukhabarat Al A'amah, den militære efterretningstjeneste. Minimumsalderen for aktiv tjeneste er 18 år, og der er ikke værnepligt i landet.
SANG er ikke blot reservestyrker, men en fuldt operationel frontlinjestyrke, der har rødder tilbage til Ibn Sauds militær-religiøse stammestyrker, Ikhwan. I moderne sammenhæng har SANG dog siden 1960'erne været at regne for kongens, specielt afdøde Abdullahs, private hær og er i modsætning til det øvrige militær uafhængigt af forsvars- og luftfartsministeriet. SANG har derved skabt en slags balance til Sudairi-fraktionen af den kongelige familie; Sultan bin Abdulaziz, der sad på ministerposten i perioden 1963-2011 og dermed var overhoved for resten af militæret, var medlem af de Syv Sudairier, der stod i opposition til Abdullah.
Udgifterne til militær og sikkerhed er øget betragteligt fra midten af 1990'erne med et budget i 2012 på over $54 milliarder. Saudi-Arabiens militære udstyr er yderst moderne og primært indkøbt i USA, Frankrig og Storbritannien. Alene USA har solgt militærudstyr for mere end $80 milliarder fra midten af 1950'erne til 2006. 20. oktober 2010 bekendtgjorde USA's udenrigsministerium over for Kongressen, at det havde planer om at foretage den største våbenhandel nogensinde i USA's historie på $60,5 milliarder med Saudi-Arabien. Handlen skulle sikre saudiaraberne en betragtelig forbedring af de offensive kvaliteter i Saudi-Arabiens militær.
Storbritannien har været en af de store leverandører af militærudstyr til Saudi-Arabien siden 1965. Siden 1985 har briterne leveret militært flyudstyr, herunder kampflytyperne Panavia Tornado og Eurofighter Typhoon, som en del af langtidskontrakten Al-Yamanah-våbenaftalen, som per 2006 var estimeret til at have en værdi på £43 milliarder samt på længere sigt yderligere £40 milliarder. I maj 2012 underskrev det store britiske militærudstyrsfirma BAE en kontrakt på en værdi af £1,9 milliarder på en leverance af deres Hawk-træningsfly til Saudi-Arabien. Også Sverige har indgået betydelige kontrakter med Saudi-Arabien om leverancer af militært udstyr. I perioden 2004-2013 solgte svenskerne materiel for 4,9 milliarder SEK til saudiaraberne, og i 2005 indgik de to lande en militær samarbejdsaftale, der løb fem år og blev forlænget med yderligere fem år i 2010. Et af resultaterne heraf var, at Saudi-Arabien har bygget en våbenfabrik i nært samarbejde med det svenske Totalförsvarets forskningsinstitut, hvilket kom frem i 2012 og skabte stor debat.
Landet har gennem lang tid haft militære relationer med Pakistan, og der har været spekulationer på, om Saudi-Arabien i hemmelighed har været med til at finansiere Pakistans atombombeprogram, og at man i nær fremtid vil forsøge at købe sådanne våben af pakistanerne.

## Administrativ inddeling
Saudi-Arabien er inddelt i 13 regioner (manatiq idāriyya, ental: mintaqah idariyya). Regionerne er yderligere inddelt i 118 guvernementer (arabisk: muhafazat, محافظات, ental: muhafazah). Dette antal indeholder provinshovedstæderne, som har en anden status som kommuner (amanah) styret af borgmestre (amin). Guvernementerne er yderligere inddelt i underguvernementer (marakiz, ental: markaz).
Hver region (tidligere benævnt provinser, nu også omtalt som emirater) har en regional guvernør med titel af minister, som refererer direkte til indenrigsministeren. Regionens guvernør sidder i spidsen for et regionsråd, hvoraf halvdelen udpeges af regeringen og halvdelen vælges for fem år ad gangen. Regionernes opgave er at udvikle regionen på det sociale, økonomiske og bymæssige plan, at udvikle og effektivisere de offentlige services, at rådgive og kontrollere de tilhørende guvernementer, at beskytte statens ejendomme samt fungere som bindeled til regeringen.
| Nr. på kort | Off. nr. | Navn                    | Hovedstad | Areal (km2) | Indbyggertal |
| ----------- | -------- | ----------------------- | --------- | ----------- | ------------ |
| 1           | 13       | Al Jouf (eller Al Jawf) | Sakakah   | 100.212     | 449.009      |
| 2           | 09       | Nordlige Grænseregion   | Arar      | 111.797     | 320.524      |
| 3           | 07       | Tabouk                  | Tabouk    | 146.076     | 791.535      |
| 4           | 08       | Hail                    | Ha'il     | 103.887     | 597.144      |
| 5           | 03       | Madinah                 | Medina    | 151.900     | 1.777.933    |
| 6           | 04       | Qasim                   | Buraidah  | 58.046      | 1.215.858    |
| 7           | 02       | Makkah                  | Mekka     | 153.148     | 6.915.006    |
| 8           | 01       | Riyadh                  | Riyadh    | 404.240     | 6.777.146    |
| 9           | 05       | Østregionen             | Dammam    | 672.522     | 4.105.780    |
| 10          | 12       | Baha                    | Al Bahah  | 9.921       | 411.888      |
| 11          | 06       | Asir                    | Abha      | 81.000      | 2.188.461    |
| 12          | 10       | Jizan                   | Jizan     | 11.671      | 1.365.110    |
| 13          | 11       | Najran                  | Najran    | 149.511     | 505.652      |

### De største byer
| 1                                     | Riyadh   | 01 | 4.138.329 |
| 3                                     | Jeddah   | 02 | 2.821.371 |
| 2                                     | Mekka    | 02 | 1.402.944 |
| 4                                     | Medina   | 03 | 995.619   |
| 5                                     | Al-Ahsa  | 05 | 907.738   |
| 6                                     | Ta'if    | 02 | 883.538   |
| 7                                     | Dammam   | 05 | 745.658   |
| 8                                     | Buraidah | 04 | 505.333   |
| 9                                     | Tabouk   | 07 | 488.365   |
| 10                                    | Qatif    | 05 | 473.454   |
| Indbyggertal ved folketællingen 2004. |          |    |           |

## Geografi
Saudi-Arabien udgør omkring 80 % af den Arabiske Halvø (verdens største halvø) og ligger mellem 16. og 33. nordlige breddekreds i nord-sydlig retning samt 34. og 56. østlige længdekreds i vest-østlig retning. Idet landets sydlige grænse mod henholdsvis Forenede Arabiske Emirater, Oman og Yemen ikke er præcist draget eller markeret, er det præcise areal af Saudi-Arabien ukendt. CIAs The World Factbook estimerer landets areal til at være 2.149.690 km², hvilket gør det til det 13. største i verden. Landet grænser mod nord op til Jordan, Irak og Kuwait, mod øst ligger det ud til den Persiske Bugt, afbrudt af grænser mod Qatar og de Forenede Arabiske Emirater, mod sydøst grænser det op til Oman og mod syd til Yemen, og endelig ligger det ud til det Røde Hav mod vest.
Landets geografi er domineret af den Arabiske ørken samt tilhørende halvørken og kratskov. Der er mere præcist tale om en række forbundne ørkener og omfatter blandt andet i den sydlige del af landet det 647.500 km² store Rub al-Khali ("Tom egn"), verdens største sammenhængende sandørken. Der findes så at sige ikke floder eller søer i landet, men der findes en lang række wadier. De få frugtbare områder i landet findes i form af kilder omkring wadier, bækkener og oaser. De dyrkbare områder i landet anslås til at udgøre 1,45 % af landets samlede areal. Det mest markante topografiske karaktertræk er den centrale plateau, som stiger brat op fra det Røde Hav og gradvist daler ned mod Najd og videre mod den Persiske Bugt. På Rødehavskysten findes en smal kystslette, kaldet Tihamah, hvorfra bjergene stiger ad en enorm skrænt. Den sydvestlige region, Asir er bjergrig, og her finder man landets højeste punkt, Jabal Sawda (3.133 m).
Geologisk set er den Arabiske Halvø et ældgammelt massiv bestående af klippekrystal, hvis struktur blev dannet på samme tid som Alperne i Europa. Bevægelser i kontinentalpladerne pressede hele dette massiv opad og østpå, og i den dal, der derved blev dannet (kaldet Great Rift Valley) opstod det Røde Hav. Under ørkenen i nærheden af Riyadh er der formationer af kalksten, og her finder man komplekse huler med krystalstrukturer, stalaktitter og stalagmitter.

## Natur

### Fauna
Af større pattedyr finder man i Saudi-Arabien kameler, ulve, hyæner, desmerdyr, bavianer, harer, ørkenrotter, flagermus og springmus. Indtil omkring 1950'erne fandt man også gazeller, antiloper og leoparder, men jagt fra motoriserede køretøjer reducerede bestandene af disse dyr til at være stort set udryddet. Af fuglearter finder man blandt andet falke, ørne, høge, gribbe, sandhøns og bulbuler. Der findes flere slangearter, heriblandt en række giftslanger, og talrige firben. I den Persiske Bugt og i det Røde Hav findes der mange forskellige dyrearter, blandt andet delfiner, finneløse marsvin, lige som der findes over 700 fiskearter alene i den Persiske Bugt, heraf mange endemiske for dette område; mange af disse arter lever i og omkring det store koralrev

### Flora
Trods det barske ørkenområde er der fundet over 2.200 plantearter i Saudi-Arabien, heraf 269 græsarter, 246 arter af kurvblomstfamilien og 217 ærteblomstarter. I alt er 131 plantefamilier repræsenteret i landet; omkring 70 % af plantearterne findes i det nordvestlige og sydvestlige af landet. Af de mange plantearter er temmelig få, blot 97, træer, primært akacier og commiphora.

## Klima
Klimaet i det meste af Saudi-Arabien har et meget ensartet mønster med ørkenklima præget af yderst begrænset nedbør samt meget varme og relativt store temperaturudsving. Det sydvestlige område er lidt anderledes med lidt mere nedbør fordelt over hele året samt lidt mindre varme og mindre temperaturudsving. Herunder ses en klimaoversigt fra et typisk ørkenområde, eksemplificeret ved landets hovedstad, Riyadh, samt et eksempel fra det sydvestlige område, byen Jizan (også kendt som Qizan og Gizan) i regionen af samme navn.

## Økonomi
Saudi-Arabien har planøkonomi, der er baseret på råolie: Omkring 75 % af statens budgetindtægter og 85 % af eksportindtjeningen kommer fra olieindustrien. Landet er stærkt afhængigt af fremmedarbejdere, idet cirka 80 % af alle ansatte i den private sektor kommer fra udlandet, mens saudiaraberne selv foretrækker at arbejder i den lukrative, behagelige offentlige sektor, hvor to tredjedele er indfødte. Blandt udfordringerne for den saudiarabiske økonomi er en stagnerende eller ligefrem faldende BNP per indbygger, forbedring af uddannelsessystemet, så ungdommen er bedre forberedt for at indgå i arbejdsstyrken og skaffe dem arbejde, spredning af økonomiens basis, så man ikke i så høj grad er afhængig af olien, stimulering af den private sektor, heriblandt opførelsen af boliger, samt reduktion af korruptionen og uligheden i landet.
Olieindustriens bidrag til BNP'et er på 44 % og langt størstedelen af olien går til asiatiske lande, ikke mindst Kina og Japan. Der eksporteres både råolie og raffinerede produkter; for begge typers vedkommende er landet verdens næststørste eksportør (efter Rusland med råolie og efter USA med raffinerede olieprodukter).
I 1990'erne oplevede Saudi-Arabien en betydelig nedgang i olieindtægterne kombineret med en høj befolkningstilvækst. Dette medførte, at indkomsten per indbygger faldt fra rekordhøje $11.700 i 1981 til $6.300 i 1998. Stigningen i oliepriserne siden årtusindskiftet, ikke mindst i perioden 2008-2009, har vendt denne kurve, så indkomsten per indbygger $25.400 i 2014 ($9.750 i 1981-priser).
OPEC begrænser sine medlemmers olieproduktion baseret på "kendte reserver". Det estimeres, at Saudi-Arabien besidder 16 % af verdens oliereserver, i alt omkring 266 milliarder tønder, men en af verdens førende kendere af oliemarkedet, Matthew Simmons, mente, at landet overdriver sine reserver voldsomt og snart vil vise en nedgang i produktionen.
Landet har haft tradition for en stor offentlig sektor, men i perioden 2003-2013 blev "flere nøgleservices" privatiseret; det gælder fx vandforsyningen i kommunerne, elektricitet, telekommunikation, havne og jernbanedrift, foruden dele af uddannelsessektoren og sundhedsvæsenet. Privatiseringen har ikke været nogen ubetinget succes, idet der ifølge Arab News-skribenten Abdel Aziz Aluwaisheg "på næsten alle områder har været bekymringer i befolkningen om resultaterne af de privatiserede enheder." Tadawul aktieindekset (TASI) toppede på 16.712,64 i 2005 og lukkede på 8.333,30 med udgangen af 2014. Saudi-Arabien blev medlem af WTO i 2005.
I april 2000 etablerede regeringen Saudi Arabian General Investment Authority, der skulle opmuntre udenlandske direkte investeringer i landet. Landet har fortsat en negativliste over sektorer, hvor man ikke ønsker udenlandske investeringer, men regeringen planlægger at åbne for nogle af disse pt. lukkede sektorer, såsom telekommunikation, forsikring og strømdistribution. Blandt organisationens forslag har været at etablere seks "økonomibyer", fx King Abdullah's Economic City, der efter planen skal stå færdige i 2020. Hensigten med disse økonomicentre er at sprede økonomien og skaffe flere job. Kong Abdullah bekendtgjorde i den forbindelse, at han forventede en stigning i indkomsten per indbygger fra cirka $15.000 i 2006 til $33.500 i 2020. Tanken var at fordele økonomibyerne rundt om i landet, så de forskellige regioner fik glæde af en udvidelse af forretningsområderne og fik forbedret deres økonomi, og de seks byer er projekteret til at øge den samlede BNP med $150 milliarder.
Ud over olieproduktionen har Saudi-Arabien en mindre udvinding af guld i området Mahd adh Dhahab i Madinah-regionen, men de saudiarabiske lagerbeholdninger af guld faldt betragteligt under faldet i guldsalget i 2012.
Arbejdsstyrken har gennem årtier været præget af fremmedarbejdere, særligt inden for den private sektor, men det har efterhånden betydet, at der er en markant arbejdsløshed blandt indfødte saudiarabere. For at afbøde dette har regeringen indført en "saudifikations-proces", hvor man har forsøgt at erstatte nogle af de udenlandske arbejdere med lokale. Denne proces har dog ikke båret succes, idet man forventede en arbejdsløshed blandt saudiarabere på 2,8 % i 2009, men det officielle tal blev i stedet 10,5 %. Kønsfordelingen på arbejdsmarkedet er ret skæv, idet kvinderne udgør mindre end 15 % af den aktive arbejdsstyrke.
Fattigdom er et tabu i Saudi-Arabien. Landet indgår ikke i FN-statistikker om fattigdom, idet landet ikke systematisk udsender tal herom. I 2009 bekendtgjorde man, at der fandtes henved 670.000 fattige familier i landet, hvilket ifølge uafhængige kilder svarer til omkring 3 millioner personer, og dette tal vidner om et markant fattigdomsproblem i et land med cirka 18 millioner indfødte (ud af en samlet befolkning på omkring 30 millioner). Iagttagere af fattigdomsproblemet foretrækker generelt at være anonyme, fordi de ellers risikerer at blive arresteret. Et eksempel herpå stammer fra perioden efter det arabiske forår, hvor indenrigsministeren lod journalisten Feros Boqna og to kolleger tilbageholde i to uger for at forhøre dem om en video om emnet, som de havde lagt på YouTube. I filmen hævder journalisterne, at 22 % af Saudi-Arabiens befolkning lever i fattigdom (2009), og at 70 % af befolkningen ikke ejer deres eget hjem.

## Uddannelse
Uddannelse er gratis på alle niveauer i Saudi-Arabien. Skolesystemet er opbygget med en seksårig grundskole, en mellemniveauskole opdelt i to trin på hvert tre år samt en række videregående uddannelser. Andelen af befolkningen over 15 år, der kan læse og skrive, er 90,8 % for mænd og 82,2 % for kvinder. Skolesystemet er som udgangspunkt kønsopdelt, så der specielt på de første niveauer er særskilte skoler for drenge og piger. I 2011 blev verdens største universitet udelukkende for kvinder med plads til 50.000 studerende indviet i Riyadh. Landets ældste universitet er Kong Saud Universitetet i Riyadh fra 1957; det blev fulgt af Islamisk Universitet i Medina i 1961 og Kong Abdulaziz Universitetet i Jeddah i 1967. Siden er fulgt en række videregående institutioner, og særligt i perioden efter 2000 er opførelsen af sådanne institutioner boomet. Et fælles træk for hele uddannelsessystemet er, at undervisning i islam er et vigtigt element.
Grundskolen er seksårig, og eleverne starter i 6-årsalderen. De afslutter forløbet med en eksamen, som – hvis den bestås – giver adgang til mellemniveauet. Målet med grundskoleundervisningen er følgende: At indgyde den korrekte islamiske tro, at udvikle basale sproglige, talmæssige og fysiske færdigheder, at udvikle en ansvarlighed i rettigheder og pligter, herunder at fremme fædrelandskærligheden og lydigheden over for landets ledelse, samt at skabe en lyst til at lære, at arbejde og at bruge fritiden positivt.
Mellemskoleniveauet er todelt og består af en treårig overbygning over grundskolen, samt en treårig ungdomsuddannelse. På mellemniveauet er pensum fælles i de fire første år, hvorpå der vælges en af fire studieretninger: Administration og samfundsfag, naturvidenskab samt sharia og arabiske studier. Mellemniveauet afsluttes med en eksamen, der giver mulighed for at studere videre på videregående uddannelser.
På det videregående niveau findes der en lang række specialiserede uddannelser, der er berammet til fra to år og opefter. Tekniske skoler har en række toårige uddannelser samt bacheloruddannelser på tre år. På de fleste andre områder tager bachelorgraden fra fire år og opefter; den kan efterfølges af en kandidatgrad, der typisk opnås med yderligere ét til to års studier, mens diplomuddannelser oftest tager tre år.
Studiet af islam gennemsyrer det saudiarabiske uddannelsessystem, og der er i stor udstrækning tale om udenadslære af store dele af Koranen, fortolkning og forståelse heraf samt anvendelsen af islamiske traditioner i dagligdagen. Denne type undervisning er obligatorisk på alle niveauer, inklusiv de videregående uddannelser. En konsekvens af denne massive undervisning i religiøse emner er med ord fra CIAs World Factbook, at den saudiarabiske ungdom "generelt mangler uddannelse og tekniske færdigheder, der efterspørges af den private sektor." Tilsvarende skrev The Chronicle of Higher Education i 2010, at "landet har brug for uddannede saudiarabiske unge med brugbar viden og en sans for innovation og iværksætteri. Dette er ikke i almindelighed, hvad Saudi-Arabiens uddannelsessystem leverer, så gennemsyret det er med udenadslære og religiøs læring."
Et af de store kritikpunkter ved islam-undervisningen er, at den i så høj grad er baseret på wahhabi-læren. Dette blev i en rapport i 2006 kritiseret af Freedom House for at fremelske en ideologi, der fortsat udbreder had mod andre trosretninger, herunder kristendom, jødedom samt andre opfattelser af islam. Der undervises også i pensum fra de saudiarabiske religiøse studier uden for landet i madrassaer, skoler og klubber. Kritikere har beskrevet uddannelsessystemet som "middelalderligt", og at dets primære mål er at "fastholde det enevældige monarkis rolle ved at fremstille det som troens ægte beskyttere, og at islam er i krig med andre trosretninger og kulturer.
Beskyldningerne om at opmuntre til islamisk terrorisme har ført til reformforsøg i det saudiarabiske uddannelsessystem. For at løse det dobbelte problem med opmuntring til ekstremisme og den manglende evne hos landets videregående uddannelsesinstitutioner til at uddanne unge til den moderne økonomiske realitet, har regeringen iværksat en glidende modernisering af uddannelsessystemet med det såkaldte "Tatweer"-reformprogram. Tatweer-programmet har et budget på omkring $2 milliarder og fokuserer på at ændre undervisningen fra den traditionelle arabiske udenadslære til en mere analyserende og problemløsende tilgang. Det stræber også efter at skabe et mere sekulært og erhvervsrettet uddannelsessystem.

## Infrastruktur
Saudi-Arabien har siden olie-boomet i 1970'erne investeret stadig større summer i landets infrastruktur.

### Flytrafik
Der findes 35 lufthavne i Saudi-Arabien. Heraf er fire internationale lufthavne: King Fahd International Airport ved Dammam, som er arealmæssigt verdens største lufthavn, King Abdulaziz International Airport ved Jeddah, som er passagermæssigt landets største, King Khaled International Airport ved Riyadh samt Prince Mohammad bin Abdulaziz Airport ved Medina. Passagertallene for de fire lufthavne lød i 2012 på 27,11 millioner for King Abdulaziz (Jeddah), 17,07 millioner for King Khaled (Riyadh), 6,42 millioner for King Fahd (Dammam) og 4,74 millioner for Prince Mohammad (Medina). Tallet for landets øvrige lufthavne tilsammen var samme år på 9,43 millioner.
Mange store internationale luftfartselskaber beflyver de internationale lufthavne i Saudi-Arabien, og der er direkte flyruter til storbyer over hele verden som Paris, London, Frankfurt, New York, Washington D.C., Los Angeles, Hong Kong, Singapore, Delhi og Johannesburg foruden alle betydende lufthavne i Mellemøsten. De mest befærdede ruter til udlandet går til henholdsvis Dubai, Cairo og Jakarta.
Saudia er det nationale luftfartselskab i Saudi-Arabien med basis i Jeddah. Selskabet har 117 fly, hvoraf 36 er Boeing 777, 35 er Airbus A320-200, 27 er andre Airbus modeller, mens resten fordeler sig mellem Embraer 170 og Boeing 747. Ifølge selskabet selv transporterede det 25,24 millioner passagerer på 177.435 ture i 2013.

### Jernbaner
Jernbanedriften i Saudi-Arabien kontrolleres af Saudi Railways Organization (SRO), der har to divisioner til henholdsvis passager- og godstransport. Jernbanenettet i landet er indtil videre ret begrænset, idet det primært består af to linjer, der begge forløber mellem Riyadh og Dammam, samt en kort strækning i Dammam. Linje 1 er på 449 km og beregnet på passagertransport, mens linje 2, der går lidt sydligere, er på 556 km og bruges til godstransport. Dertil kommer en række korte sidestrækninger, heriblandt en kort strækning på 12,8 km fra Dammams hovedbanegård til byens havn.
Den første jernbane i landet var en del af et storstilet projekt fra den sidste periode af osmannernes styre i området. De anlagde en jernbane fra Damaskus i det nuværende Syrien til Medina i Saudi-Arabien. Hensigten med denne linje var at lette rejsen for de muhamedanske pilgrimmes valfart til Mekka, der ellers gik gennem det barske landskab. Linjen blev indviet i 1908, men den blev udsat for sabotage under første verdenskrig og ophørte med drift på den saudiarabiske strækning i 1920.
I tiden efter anden verdenskrig blev der introduceret moderne jernbanedrift i landet med henblik på fragttransport for det statslige olieselskab, Saudi Aramco. Linjen mellem Riyadh og Dammam blev indviet i 1951 (den nuværende linje 2), mens den kortere linje 1 blev indviet i 1985.
SRO har materiel bestående af 59 diesellokomotiver og 75 passagervogne. Ifølge SRO transporteres årligt 1,3 millioner passagerer og 350.000 containere.
Der er store planer om udbygning af jernbanenettet. Projektet omfatter tre nye linjer: "Landbro"-projektet på tværs af landet, som skal udvide strækningen fra Riyadh til Dammam, så der fra Riyadh føres spor til den vestlige hovedhavneby Jeddah, mens der fra Dammam føres spor langs kysten nordpå til Jubail. Det vil give en samlet strækning på 1065 km. Haramain-højhastighedstoget skal gå fra Medina over Jeddah til Mekka, en strækning på 450 km, og endelig er der projekteret en nord-syd-strækning fra den jordanske grænse ved den lille by Al Haditha midt gennem landet til Riyadh med flere sidegrene, hvoraf den længste går til østkysten til en nyanlagt havneby, Ras Al-Zour, 60 km nord for Jubail. Den samlede strækning af denne linje er på omkring 2.400 km. Den samlede tidshorisont for dette projekt er 30 år fra 2010.

### Havne og skibsfart
I 2009 blev der samlet set i de saudiarabiske havne håndteret omkring 142,30 millioner tons last. Dette tal var faldet med 8,82 % i forhold til året forinden, primært fordi importen faldt med 17,11 %. De største målt på fragtet tonnage var i det år havnene i Jubail (ca. 43 millioner tons, primært eksport af olieprodukter og kunstgødning samt import af forskellige råvarer), Jeddah (ca. 41 millioner tons; 59 % af landets import går via denne havn), Yanbu (ca. 33 millioner tons, primært eksport af olieprodukter) og Dammam (ca. 19 millioner tons, havneby for hovedstaden Riyadh).
Der er flere færgeruter til og fra Saudi-Arabien. Det største rederi inden for denne branche er Al Blagha, der opererer seks ruter, primært til og fra Egypten (Duba-Safaga, Duba-Hurghada og Jeddah-Suez), Sudan (Jeddah-Swakin), Yemen (Jeddah-Al-Hudaydah) samt fra Jizan til de saudiarabiske øer Farasan.
Handelsflåden i landet er relativt lille i antal store skibe (over 1000 bruttoregistertons), men ganske stort i transportmængde. I 2003 blev antallet af disse skibe opgjort til 95, deraf 77 tankskibe, og den samlede fragtmængde på disse var på 11,398 millioner tons, hvilket rakte til en fjortendeplads blandt verdens landes handelsflåder.

### Veje og biltrafik
I 2005 var der et vejnet på 221.372 km i Saudi-Arabien, deraf var 21,5 % asfalteret eller på anden måde med fast belægning. Vejnettets omfang er øget fra 139.425 i 1990, mens asfalteringsandelen i samme periode er faldet fra 40,6 %.
Antallet af motorkøretøjer per 1.000 indbyggere var i 2005 på 192. Da landet er storproducent af olie, er brændstof meget billigt i landet med 2010-priser på $0,1 per liter dieselolie og $0,2 per liter benzin, og der er ikke konkurrence på priserne. Busruter findes i og mellem de store byer i landet, og fra nogle af de større byer findes en række internationale busruter. Bustransporten er centralt styret af Saudi Arabian Public Transport Company, der opererer med 2.000 busser og årligt transporterer over 3 millioner passagerer. Under hajj er de almindelige køreplaner sat på vågeblus, idet rigtig mange busser (i alt cirka 15.000) bruges til at transportere pilgrimme til islams hellige steder som Mekka.

## Demografi
Det er estimeret, at der i Saudi-Arabien bor (per 2014) 30.770.375 mennesker, heriblandt 8,5 millioner eller omkring 10 millioner immigranter med udenlandsk statsborgerskab. Der er sket en markant forøgelse af befolkningen, idet den i 1950 var estimeret til at være på lidt over 3 millioner. I mange år havde landet en af verdens højeste fødselsrater med omkring 3 % årligt.
Så sent som i 1970 boede de fleste saudiarabere i landområder, hvor de skaffede sig indtægter lokalt, men siden olieeventyret er der sket en tilflytning til byområderne, så det i 2012 var cirka 80 %, der boede i storbyområderne, især i og omkring Riyadh, Jeddah og Dammam. Det befolkningsmæssigt største område er Hijaz på vestkysten, der blandt andet omfatter regionerne Makkah, Madinah og Asir.
Landet har en meget ung befolkning, hvor mere end halvdelen er under 25 år; nogle kilder går så vidt som til at sige, at over 60 % er under 21 år.
Der er varierende oplysninger om omfanget af indvandrere til Saudi-Arabien, hvilket blandt andet skyldes, at der er ganske stort antal illegale indvandrere, der i nogle tilfælde ikke regnes med. Det officielle tal i midten af 2013 lyder på 9,7 millioner indvandrere, men når man ser på tallene for nationaliteter hver for sig, summer det op til noget over det officielle tal, jf. tabellen herunder. Af tabellen fremgår ikke, at der også findes en mindre gruppe (fortrinsvis højtuddannede) immigranter fra vestlige lande.
| Indvandret fra | Antal indvandrere (est., 1.000) |
| -------------- | ------------------------------- |
| Indien         | 2.000-2.800                     |
| Pakistan       | 1.500                           |
| Bangladesh     | 1.500                           |
| Indonesien     | 1.500                           |
| Egypten        | 1.000-2.000                     |
| Syrien         | 1.000                           |
| Yemen          | 800-1.000                       |
| Sudan          | 500-900                         |
| Palæstina      | 500-1.000                       |
| Filippinerne   | 670                             |
| Sri Lanka      | 550                             |
| Afghanistan    | 500                             |
| Nepal          | 500                             |
| Etiopien       | 150-700                         |
| Burma          | 250-600                         |
| Jordan         | 250-300                         |
| Libanon        | 160                             |

Der rejser også folk ud af landet, men ikke i nært samme omfang som indvandringen. I 2012 emigrerede 92.403 saudiarabere, og af disse rejste over halvdelen til USA (58.022). De næststørste mål var Australien (13.610), Canada (11.625) og EU (7.803).
Der har indtil nyere tid været slaveri i landet, som først blev forbudt i 1962. Det tog dog lidt tid, inden det i praksis blev afviklet, og i 1963 var det estimeret, at der fortsat var omkring 300.000 slaver i landet.
Muslimske indvandrere i Saudi-Arabien kan efter at have boet ti år i landet ansøge om at få saudiarabisk statsborgerskab. I praksis får ansøgere med højere uddannelser inden for medicin, it samt anden videnskab og teknologi positiv særbehandling og hurtigere behandlingstid, mens statsløse palæstinensere ikke får statsborgerskab på grund af en beslutning taget i den Arabiske Liga.
Efterhånden som den saudiarabiske befolkning er vokset og indtægterne fra olien er stagneret, er der vokset et pres frem for en "saudifikation", hvor udenlandsk arbejdskraft erstattes af indfødte saudiarabere, og den saudiarabiske regering håber at kunne skære ned på antallet af udlændinge i landet. I perioden 1990-1991 udviste Saudi-Arabien 800.000 yemenitter, og saudiaraberne opførte en mur på en længere del af grænsen mod Yemen for at forhindre illegal indvandring og begrænse indsmuglingen af narkotika og våben. I november 2013 udviste Saudi-Arabien tusindvis af etiopiere fra landet, hvilket blev kritiseret af flere menneskerettighedsorganisationer.

### Sprog
Det officielle sprog i Saudi-Arabien er arabisk. Der findes tre betydelige, regionale varianter af sproget: Najd-arabisk (talt af cirka 8 millioner), hijaz-arabisk (cirka 6 millioner) og golf-arabisk (cirka 200.000). Det vigtigste sprog for de døve i landet er arabisk tegnsprog.
Med de store immigrantgrupper i landet findes der også andre sprog, der dagligt tales af større grupper. De mest udbredte er tagalog (cirka 700.000), rohingya (cirka 400.000), urdu (cirka 382.000) og egyptisk arabisk (cirka 300.000).

### Religion
Så at sige alle saudiarabiske statsborgere er muslimer. Medregnes beboere fra andre lande bekender 97 % sig til denne religion. Data til opgørelsen af religiøse overbevisninger stammer hovedsageligt fra befolkningsundersøgelser, der er mindre pålidelige end folketællinger eller demografiske storskalaundersøgelser. Det vurderes, at 85-90 % af muslimerne er sunnier, mens 10-15 % er shiaer. Den officielle og mest udbredte form for sunni-islam i Saudi-Arabien er wahhabisme, opkaldt efter grundlæggeren Muhammad ibn Abd al-Wahhab, der levede i det 18. århundrede i det nuværende Saudi-Arabien. Denne form er blevet blandet med den mere radikale salafisme, der har sit udgangspunkt i Egypten i det 19. århundrede. Der findes i religiøse kredse i landet en strid, der går på det "korrekte" omfang af salafisme i den officielle religion. Den officielle religion har siden 1970'erne søgt at begrænse salafismens indflydelse ved blandt andet at beskære finansieringen af salafistisk-baseret undervisning. Såvel wahhabisme som salafisme beskrives ofte som "puritanske", "intolerante" og "ultrakonservative". Fortalerne for den officielle religion i landet hævder imidlertid, at dens lære søger mod at rense islam for enhver nytænkning eller praksis, der afviger fra den lære, som Muhammed og hans fæller gav i det 7. århundrede.
Ifølge Human Rights Watch diskrimineres den shiamuslimske minoritet systematisk af den saudiarabiske regering på områder som undervisning, retsstilling og særligt religionsfrihed. Shiaerne møder også diskrimination på jobmarkedet, og deres ret til at fejre shiitiske mærkedage som ashura samt deltagelse i almindelig offentlig gudsdyrkelse.
I en rapport fra 2010 fra USA's udenrigsministerium hedder det, at i Saudi-Arabien er "religionsfrihed hverken anerkendt eller lovmæssigt beskyttet og i praksis stærkt begrænset" samt at "regeringens politik fortsat i høj grad modvirker religionsfrihed." Det er ikke tilladt at dyrke nogen anden form for religion end islam, skønt der er næsten en million kristne – så at sige alle indvandrere – i Saudi-Arabien. Ingen kirker eller andre ikke-muslimske helligdomme er tilladt i landet. Selv gudstjenester i privat regi er i praksis forbudt, og det saudiarabiske religiøse politi hævdes med jævne mellemrum at ransage kristne hjem. I 2007 anmodede Human Rights Watch kong Abdullah om at stoppe en kampagne for at arrestere og udvise udenlandske tilhængere af ahmadiyya-troen.
Ved konvertering fra islam til en anden religion (apostasi) kan en person idømmes dødsstraf, idet der dog ikke i de senere år er bekræftede tilfælde af henrettelse for konvertering. Missionering for ikke-islamiske religioner er forbudt, og den sidste kristne præst blev udvist fra Saudi-Arabien i 1985. Der findes enkelte hinduer og buddhister i landet. Ahmadiyya-muslimer får ikke indrejsetilladelse i landet, men enkelte saudiarabere er konverteret til denne tro. Erstatninger i retssager diskriminerer mod ikke-muhamedanere: En muslim får den fulde erstatning, der er fastsat, en kristen eller jøde får halv erstatning, mens alle andre får en sekstendedel erstatning. Saudi-Arabien har officielt erklæret ateister for terrorister.

## Kultur
Saudi-Arabiens har århundredgamle holdninger og traditioner, ofte stammende fra arabiske civilisationer. Denne kultur er blevet kraftigt påvirket af den barske, puritanske form for islam, wahhabisme, der stammer fra det 18. århundrede og nu er dominerende i landet. De mange begrænsninger herfra i beklædning og levevis bliver strengt håndhævet både retsligt og socialt. Imidlertid er der rapporteringer om, at den ret omfattende kongelige familie til tider anlægger en anden moral, end der generelt opretholdes i samfundet og holder fester med alkohol, narkotika og prostitution.
Dagliglivet er præget af de islamiske skikke og ritualer. Fem gange dagligt kaldes muslimerne til bøn fra minareter på moskeerne, der findes overalt i landet. Da fredag er den helligste dag for muslimerne, udgøres weekenden af fredag og lørdag; indtil juni 2013 var weekenden torsdag og fredag, men dette blev ændret af hensyn til økonomiske interesser og internationale relationer. Ifølge wahhabismen er der kun to nationale, religiøse helligdagsperioder om året, Eid ul-Fitr og Eid ul-Adha. Andre traditionelle islamiske festdage, som Muhammeds fødselsdag og Ashura (vigtig for shiiterne), tolereres, hvis blot de fejres under private former og i mindre grupper. Andre former for ikke-religiøse nationale fejringer har i mange år ikke været afholdt, men siden 2006 har nationaldagen, 23. september, været national festdag trods indvendinger fra religiøse kredse.

### Nationalsymboler
Saudi-Arabiens flag er grønt med en inskription oven over et sværd. Inskriptionen angiver shahadah, den islamiske trosbekendelse. Ordet "grøn" forekommer flere i Koranen og opfattes generelt som et symbol på islam. En række varianter er blevet brugt siden selvstændigheden; de første havde en hvid lodret stribe til venstre, men ellers har de tidligere varianter grundlæggende haft samme indhold som det nuværende. Flaget skal bruges med omtanke, da symboler generelt ikke bruges i islam.
"Aash Al Maleek" er Saudi-Arabiens nationalsang, hvis melodi blev skrevet i 1947 af egypteren Abdul Rahman al-Khateeb og officielt taget i brug i 1950. I 1958 kom der en tekst til, men den blev kun sjældent anvendt, og kong Fahd bad i 1984 Ibrahim al-Khafaji skrive en tekst, som siden har været den officielle. Teksten er ganske kort og tilskynder landet til hurtigst muligt at opnå storhed, hejse flaget, ære Gud og beder Gud om at give kongen et langt liv.
Saudi-Arabiens nationalvåben stammer fra 1950 og viser et palmetræ over to krydsede sværd. Dette er indskrevet i landets basale lov. Sværdet repræsenterer de to gamle kongedømmer, Najd og Hijaz, mens palmetræet repræsenterer kongerigets rigdomme defineret som dets folk, arv, historie og ressourcer (naturlige som ikke-naturlige).

### Islamiske helligdomme
Saudi-Arabien, især Hijaz-området, rummer som vugge for den islamiske religion mange af de mest betydningsfulde historiske islamiske steder, heriblandt de to helligste islamiske byer, Mekka og Medina. Et af kongens tilnavne er "Vogter af de To Hellige Moskeer", og her hentydes til henholdsvis Al-Haram-moskeen (som indeholder islams allerhelligste sted, Ka'baen) i Mekka og Al-Nabawi-moskeen (som indeholder Muhammeds grav) i Medina.
Under det saudiarabiske styre har byerne i Hijaz lidt under omfattende ødelæggelser af deres fysiske arv, og for eksempel anslås det, at 95 % af Mekkas historiske bygninger, mange af dem over tusind år gamle, er blevet ødelagt. Wahhabismen modsætter sig enhver form for ærbødighed over for historiske eller religiøse steder af betydning af frygt for, at det vil give anledning til shirk (tro på andet end Allah). Disse ødelæggelser er blandt andet gået ud over moskeen, der oprindeligt var opført af Muhammeds datter Fatima, og andre moskeer opført af Abu Bakr (Muhammeds svigerfar og den første kalif), Umar (den anden kalif), Ali (Muhammeds svigersøn og den fjerde kalif) samt Salman al-Farsi (en anden af Muhammeds disciple). Andre historiske bygninger, der er blevet ødelagt, er Khadijas hus (Muhammeds hustru), Abu Bakrs hus, som nu er hjemsted for det lokale Hilton-hotel, Ali-Oraids hus (Muhammeds svigersøn) og Abu-Qubais-moskeen, der er erstattet af kongens palads i Mekka.
Kritikere har beskrevet disse handlinger som "saudiarabisk vandalisme" og hævder, at over de seneste 50 år er over 300 historiske steder med tilknytning til Muhammed, hans familie og disciple gået tabt. Det rapporteres, at der nu findes færre end 20 strukturer tilbage i Mekka, der kan dateres til Muhammeds levetid.

### Kvinders stilling
I den vestlige verden og i humanitære organisationer betragter man den saudiarabiske regerings diskrimination mod kvinder som et alvorligt problem. Kvinder har kun få politiske rettigheder og må for eksempel ikke stille op til eller stemme ved nationale valg. Dette gælder også ved lokale valg, men der har fra officiel side været talt om at give kvinder valgret ved lokalvalget i 2015, dog kun hvis de får lov til det af deres mandlige beskytter. Der findes i landets lovgivning ingen lov, der kriminaliserer vold mod kvinder. World Economic Forum har i deres årlige Global Gender Gap Report fra 2013 rangeret Saudi-Arabien som nummer 127 blandt de 136 vurderede lande hvad angår lighed mellem kønnene.
Saudi-Arabiens love siger, at enhver kvinde skal have en "beskytter" i form af en mandlig slægtning. Kvinder skal have lov af deres beskytter til at arbejde, rejse, studere og gifte sig.
Mænd har ret til polygami, og de har ret til forlange skilsmisse uden retlig begrundelse, hvilket kvinder ikke har. En kvinde kan kun opnå skilsmisse, hvis hendes mand giver hende lov til det, eller hvis han efter loven har skadet hende. I praksis er det dog meget vanskeligt for en kvinde at få en skilsmisse, hvis manden har skadet hende. Kvinder bliver gift, når de er 24-25 år gamle (tal fra 2007). Barneægteskaber forekommer i Saudi-Arabien (eksempler findes med piger ned til 8 år), hvilket misbilliges af menneskerettighedsorganisationer. En kvinde arver ifølge Koranen halvdelen af, hvad en mandlig arving får. De dele af ejendommene, der ikke er skrevet testamente for, tilfalder udelukkende mandlige arvinger.
På grund af de mange restriktioner er kun 13 % af kvinderne aktive på arbejdsmarkedet på trods af, at over halvdelen af dem, der gennemfører en videregående uddannelse, er kvinder. Årsagen hertil er dels traditioner, der siger, at kvinder bliver hjemme og passer hus og hjem, dels praktiske problemer med at indrette arbejdspladser, så kvinderne ikke der kommer til at overtræde retlige og/eller moralske regler i samfundet. Der findes en række situationer, hvor mænd og kvinder holdes adskilt i offentlige sammenhænge, og dette forhold overvåges af det religiøse politi. Blandt restriktionerne er, at kvinder skal sidde i specielle familieafdelinger på restauranter, og desuden at de skal bære abaya, en heldækkende dragt, samt have håret helt tildækket. Desuden har Saudi-Arabien ved lov bestemt, at kvinder ikke må føre bil.

### Påklædning
De almindeligt anvendte klædedragter i Saudi-Arabien følger omhyggeligt forskrifterne i hijab (det islamiske princip for beskedenhed, især i klædedragten). Disse beklædninger er først og fremmest løse og flagrende, men samtidig heldækkende og som sådan tilpasset til Saudi-Arabiens ørkenklima. Mændenes traditionelle klædedragt er en ankellang såkaldt thawb vævet af uld eller bomuld, en shemagh (også kaldet keffiyah, kendt i Danmark som palæstinensertørklæde, holdt på plads af et bånd eller en snor), enten ternet eller hvidt. På de sjældne kølige dage bærer saudiarabiske mænd en kameluldskappe (kaldet en bisht) over skulderen. Uden for hjemmet bærer en kvinde abaya eller en anden sort beklædning, der dækker hele kroppen bortset fra hænderne og øjnene. Dette kræves også af ikke-muslimske kvinder, og manglende overholdelse heraf kan resultere i politiets indgriben. Kvindernes beklædning er ofte dekoreret med stammemotiver, mønter, pailletter, metaltråd eller applikeringer.

### Musik og dans
Saudi-Arabien har ikke nogen markant musikalsk tradition. Dette skyldes i høj grad den oprindelige befolknings nomadeliv, hvor man på rejserne kun medbragte det absolut nødvendige, og dermed var der typisk ikke plads til musikinstrumenter. Simple rytmer skabt af håndklap eller med slag på dagligdags redskaber udgjorde basis i musikken. Sommetider brugte man en ney, en langfløjte, og/eller en rababa, et strengeinstrument, hvis de kunne skaffes fra tidligere tiders storbyer som Basra, Baghdad eller Jeddah.
Musikken blev dog betragtet som syndig blandt nogle muslimer. Dette er til dels baseret på hadither, som beskriver andre former for musik end den, man kunne frembringe med percussioninstrumenter, negativt, og ideen om, at musik og kunst leder tankerne væk fra Gud. Specielt i den nuværende stats tidlige år var de religiøse autoriteter hurtige til at undertrykke den musik, der gik ud over den percussion-baserede, som fortsat dominerer den saudiarabiske musik. På grund af denne religiøst betingede nedvurdering af musik findes der i almindelighed ikke musik i fx butikker, lige som der ikke findes musikalsk undervisning i skoler og på universiteter.
Musikken er ofte knyttet til poesideklamation, fx i Hijaz, hvor den er inspireret af musik fra den arabiske periode i Andalusien, mens musikken i området omkring Mekka og Medina er påvirket af pilgrimme fra hele verden, der i århundreder har valfartet til disse byer.
Den nationale dans i landet er ardah, som er en opvisningsdans for mænd med sværd, der danser til percussionakkompagnement og poesioplæsning.
Generelt holdes udenlandsk musik ude af det offentlige rum i landet, men det vakte opsigt, da der i 2008 blev afholdt en offentlig koncert i Riyadh, hvor der blev spillet Mozart og Brahms, og koncerten overraskede ydermere ved at tillade et blandet publikum af mænd og kvinder.
De senere år har tv, specielt satellitkanaler, været med til at gøre udenlandsk musik mere kendt i landet, og det har resulteret i en undergrundsscene præget af vestlig kultur med fx rock og rap.

### Billedkunst
Den sunnimuslimske opfattelse er, at det ikke er tilladt at portrættere personer i kunstnerisk form, og dette har i nogen grad bremset den billedkunstneriske udvikling i landet. Malerkunsten dyrkes dog i nogen omfang i landet, blandt andet også inden for den kongelige familie. Blandt de initiativer, der har været for at udbrede kendskabet til den saudiarabiske kunst, er Painting and Patronage-initiativet, der siden slutningen af 1990'erne har søgt at skabe en udveksling mellem vestlig og saudiarabisk kunst via udstillinger i blandt andet London, Sintra (Portugal) og Riyadh. Initiativet arrangerer blandt andet også sommerskoler og udveksling af kunststuderende.
Et andet initiativ for at udbrede kendskabet til saudiarabisk kunst er Edge of Arabia, der blev etableret i 2003. Edge of Arabia har afholdt udstillinger i blandt andet London, Berlin, Istanbul og Jeddah samt på Biennalen i Venedig (2009, 2011 og 2013), mens fokus i perioden 2014-2016 i høj grad har været på USA med US Tour.
I Saudi-Arabien finder man ikke så mange kunstmuseer, men Jeddah er kendt som landets kunstneriske hovedstad og er kendt for at have mange kunstværker i det offentlige rum samt en række kunstgallerier. På Nationalmuseet i Riyadh kan man finde historiske eksempler på kunstnerisk udtryk i det saudiarabiske område. Der er planlagt et stort kulturcentrum, der også skal indeholde et kunstmuseum, i Dhahran på østkysten til åbning i 2016.
Der er obligatorisk undervisning i kunst i folkeskolen i landet, og man kan studere kunst på universiteter i landet.

### Scenekunst
I mange år eksisterede der på grund af religiøs modstand ikke offentlige teatre i landet, og visning af teaterforestillinger var sparsomme, men i de senere år har der været en opblødning undervejs. I 2009 blev der vist en teaterforestilling i Riyadh med opbakning af autoriteterne, herunder kongehuset. Det store olieselskab Aramco har også taget initiativer på teaterområdet med blandt andet støtte til en årlig teaterfestival i Dammam, en festival der har fundet sted siden midten af 2000'erne.
Skuespillerne er typisk uddannet i udlandet, og kvinder må ikke være på scenen, lige som de i langt de fleste tilfælde holdes adskilt fra mændene på tilskuerpladserne.

### Film
Offentlige filmfremvisninger har som teatre i mange år været bandlyst i Saudi-Arabien, men også på dette område er der tilsyneladende lysere tide forude. Der findes per 2015 én biograf, som ligger i Khobar, men regeringen har med udgangen af 2017 igen tilladt denne type etablissementer og forventer, at de første åbner i marts 2018.
Blandt andet på grund af de manglende biografer er filmproduktionen yderst sparsom i landet. Den første saudiarabiske biograffilm, der blev lavet i årtier, var komedien Menahi fra 2008, der blev vist ved specialforestillinger i Jeddah og Taif i december samme år. I 2012 kom Den grønne cykel (Wadjda) lavet af den kvindelige instruktør og manuskriptforfatter Haifaa Al-Mansour, der er helt indspillet i Saudi-Arabien og udelukkende med lokale skuespillere. Filmen blev støttet af myndighederne og vandt en række priser, lige som den blev indstillet til en Oscar for bedste udenlandske film.
Film er generelt ikke forbudt i landet, men ses enten på en af tv-stationerne eller på video/dvd. Der er dog tale om film, der enten ikke er anstødelige i forhold til religionen, eller hvor censuren har klippet anstødelige scener ud.

### Arkitektur
Den historiske arkitektur i Saudi-Arabien er først og fremmest bevaret i kongeslægtens ejendomme, men mange andre gamle bygninger er særligt fra 1970'erne og resten af århundredet blevet ødelagt. Det skyldes blandt andet hensynet til byfornyelse i kølvandet på de store olieindtægter, hvor blandt andet mange saudiarabere ønskede bedre huse med blandt andet aircondition. Men en anden årsag til ødelæggelsen af mange gamle, ikke-kongelige bygninger skyldtes også wahhabismens krav om at undgå forherligelse af andet end Gud. Helt tilbage fra 1920'erne blev en række gravsteder i Mekka ødelagt, fordi de var for prangende, og efter den religiøse vækkelse sidst i 1970'erne er en række bygninger med tilknytning til tidlige muslimske personer i Muhammeds slægt blevet ødelagt eller ændret til ukendelighed, og dermed er den arkitektoniske arv på mange måder gået tabt.
Der er dog områder, hvor ældre bymiljøer har overlevet, og det er efterhånden gået op for myndighederne i landet, at det kan være en fordel i forbindelse med blandt andet turisme at bevare og restaurere nogle af disse miljøer. Som to eksempler på områder, der er bevaret og under restaurering er henholdsvis Turaif-bydelen i Diriyah, en by, der var hovedstad og hjemby for den kongelige familie for Najd i det 18. århundrede, samt bymidten i Jeddah. Disse områder er to af Saudi-Arabiens blot tre UNESCO-verdensarvsområder; det tredje er Madain Saleh, et arkæologisk udgravningsområde fra perioden før islam.
I det hele taget er der sket en bevægelse fra en ekskluderende tilgang til byggeri og arkitektur til en mere inkluderende inden for de seneste par årtier. Hensynet er her blandt andet til et håb om at få del i den turisme, der bliver mere og mere betydningsfuld i verdensøkonomien, og her ved man, at det er vigtigt at kunne fremvise autentiske historiske træk i bygninger mm.
Mange af de gamle huse (fra det 19. og begyndelsen af det 20. århundrede) er opført af sten eller mursten, særligt i det centrale område, mens der i Jeddah-området i stor udstrækning har været anvendt koraller fra det Røde hav som byggematerialer. De bygninger, der er opført i løbet af de seneste årtier, er opført i beton, men myndighederne fremhæver selv, at moderne arkitekter har søgt inspiration i den klassiske byggestil, og fremhæver herpå Kong Saud Universitetet og King Khaled International Airport som vellykkede eksempler på inkorporeringen af klassiske elementer i moderne byggestil. Andre eksempler på moderne byggeri er Abraj Al Bait-komplekset i Mekka samt det futuristiske King Abdullah Petroleum Studies and Research Center i Riyadh.

### Kommunikation og medier
Saudi-Arabien har et stærkt statskontrolleret medielandskab, hvor selvcensur er dybt forankret i medierne. Der tolereres ikke kritik af kongehuset eller af islam. Det statslige Broadcasting Services of the Kingdom of Saudi Arabia kontrollerer næsten hele radio- og tv-markedet og har en række tv- og radiokanaler. Kultur- og informationsministeren er formand for det råd, der fører tilsyn med radio og tv.
Det er ikke tilladt for udenlandske tv-stationer at operere fra saudiarabisk jord, men landet udgør et stort marked for satellit- og betalings-tv. Der er saudiarabiske investorer bag to af de største af disse stationer, MBC og OSN, begge med hovedkvarter i Dubai. Begge disse stationer har kanaler med nyheder/information, dokumentarprogrammer, børne-tv og underholdning.
Der udkommer en række dagblade i Saudi-Arabien, deraf enkelte engelsksprogede; alle dagblade udgives privat, men er etableret ved kongelige dekreter og dermed styret af kongehuset. Desuden kan man i landet få panarabiske dagblade, når de har været gennemgået af censuren. Målt på oplag er Asharq Al-Awsat det største. Det London-baserede dagblad udkom i 2006 i 235.000 daglige eksemplarer og udgives både på arabisk og engelsk. De to følgende målt på oplagsstørrelse er Al-Hayat (engelsk- og arabisksproget med base i London, 166.650 daglige eksemplarer per 2006) og Al-Riyadh (kun arabisksproget, base i Riyadh, 150.000 daglige eksemplarer per 2006). Andre store dagblade er Arab News (engelsk og arabisk), Al-Jazirah (arabisk) og Okaz (arabisk), alle med daglige oplag på over 100.000 per 2006.
Saudi-Arabien havde per 2014 cirka 17,4 millioner internetbrugere, og i 2013 var 60,5 % af landets befolkning brugere af internettet, en andel, der er steget fra 41,0 % i 2010. Myndighederne lægger ikke skjul på, at der er lagt filter på en række hjemmesider. Målet er at spærre for hjemmesider med pornografi, med fokus på menneskerettigheder, islam- og politiske emner. Internettet bruges i stor udstrækning af saudiaraberne til sociale medier som Twitter, Facebook og lignende. Antallet af mobiltelefonabonnementer er meget stort i landet, og for hver 100 personer i landet var der 184 abonnementer, det sjettehøjeste antal i verden.

### Mad og drikke
I Saudi-Arabien spiser og drikker man i stor udstrækning på samme måde som i de omgivende lande på den Arabiske Halvø. Maden er gennem tiden blevet påvirket af de tyrkiske, indiske, persiske og afrikanske køkkener. Islam har gennem århundreder givet regler for mad og drikke; de madvarer, der er tilladt, kaldes halal, mens de forbudte kaldes haram. Blandt de forbudte madvarer er enhver form for svinekød, blod, en række andre dyr som krybdyr og insekter samt giftstoffer, herunder alkohol.
Dyr skal slagtes efter bestemte ritualer for at være halal. Det gælder blandt andet, at slagtningen skal foregå hurtigt med en skarp kniv, som dyret ikke må se. Blandt det mest spiste dyrekød er lammekød og kylling samt ved kysterne forskellige fisk.
Af vegetabilske basisvarer er hvede, ris, kartofler og dadler hyppigt forekommende. Desuden anvendes yoghurt i stor udstrækning.
Blandt de retter, der er meget udbredte, er kebab, shawarma, falafel, kabsa (også kaldet machbous), en risret med kød eller fisk samt nationalretten, khūzī, som er fyldt lam. Flade, uhævede brød i stil med pitaer spises til langt de fleste måltider.
Blandt drikkevarerne kan nævnes kaffe, som nydes sort og meget stærk som det også kendes fra Tyrkiet. Det er almindeligt at byde gæster på kaffe og dadler. Te er ligeledes meget udbredt, både i den sorte udgave og i udgaver med forskellige smagstilsætninger. Mælk fra geder, får og kameler drikkes mest af beduinerne. En kold drik, laban, lavet på yoghurt er en almindelig forfriskning.
Det vigtigste måltid er normalt aftensmaden, mens morgenmad og frokost almindeligvis er lettere. Det er et ritual (og samtidig god hygiejne) at vaske sine hænder inden måltiderne, da en del mad traditionelt spises med fingrene eller ved hjælp af brødet.

### Sport
Den mest populære sportsgren i Saudi-Arabien er fodbold, og landsholdet har deltaget i seks VM-slutrunder: 1994, 1998, 2002, 2006, 2018 og 2022. Holdets bedste resultat var en plads i ottendedelsfinalen i 1994; de øvrige gange kvalificerede det sig ikke videre fra gruppespillet. Landsholdet har vundet AFC Asian Cup tre gange: 1984, 1988 og 1996. Den nationale turnering består af tre divisioner, hvoraf den øverste, den professionelle liga, har 16 hold.
Andre populære internationalt udbredte sportsgrene er volleyball, basketball, svømning og gymnastik.
Saudi-Arabien deltog første gang ved sommer-OL i 1972 i München og har deltaget hver gang siden, bortset fra 1980, hvor landet i lighed med flere andre boykottede legene. Landets bedste resultat er en sølvmedalje vundet af Hadi Al-Somaily i 400 meter hækkeløb i 2000. Desuden er det blevet til to bronzemedaljer, begge i vundet i ridning. Landet har aldrig deltaget i vinter-OL.
Mere lokalt orienterede og traditionelle sportsgrene i landet omfatter kamelridning og falkejagt, som begge stadig dyrkes.